# Зала (Асколи Пичено)
Зала (итал. Sala) насеље је у Италији у округу Асколи Пичено, региону Марке.
Према процени из 2011. у насељу је живело 16 становника. Насеље се налази на надморској висини од 694 м.